# 高村栄一
高村 栄一（たかむら えいいち、1902年11月26日 - 没年不詳）は、日本の俳優。

## 概要
髙村 榮一と表記されることもある。本名は津田 信夫（つだ のぶお）。旧芸名は環 晴夫など。

## 来歴・人物
1902年（明治35年）11月26日、岐阜県に生まれる。
順天中學校（現在の順天中学校・高等学校）から慶應義塾大学経済学部に進学するが、1923年（大正12年）9月1日に発生した関東大震災で敢え無く中退。その後、東京毎夕新聞の新聞記者となるが、中学時代に歌舞伎の巡業劇団に加わったり、大学時代にも翻訳劇団に関係したことから俳優に転向し、環晴夫名義で森三之助、明石潮、遠山満、五月信子らの一座を転々とする。
1925年（大正14年）、東亜キネマに入社すると共に髙村栄一と改名。多数の現代劇・時代劇で敵役として活躍する。1932年（昭和7年）、松竹蒲田撮影所へ移籍し、芸名も勝俊二と改名。1934年（昭和9年）、再び芸名を髙村栄一に戻して大都映画に移籍するが、1942年（昭和17年）の大映統合に伴い東京撮影所に移籍し、1971年（昭和46年）の大映倒産まで脇役として活躍した。しかし、その後の消息は明らかになっていない。没年不詳。